# Minutier central des notaires de Paris
Le Minutier central des notaires de Paris constitue l'un des départements des Archives nationales françaises. Il conserve les minutes notariées dressées, entre la fin du XVe siècle et le début du XXe siècle, à Paris et dans les communes suburbaines annexées en 1860. L'ensemble comprend quelque 100 millions d'actes provenant de 122 études. Conservée à Paris sur le site historique des Archives nationales, dans l’hôtel de Rohan, cette masse documentaire occupe 21 km linéaires.

## Historique
En posant pour principe le caractère de propriété publique des minutes de plus de 125 ans conservées par les études notariales, la loi du 14 mars 1928, élaborée en grande partie grâce à l'archiviste Ernest Coyecque, prescrit leur versement corrélatif soit aux Archives nationales pour Paris et l'ancien département de la Seine, soit aux archives départementales pour le reste du pays. Les documents sont communicables aux tiers sur accord du notaire.
Le « Minutier central des notaires de Paris » ou, par abréviation, « Minutier central », prend alors corps par la collecte, auprès de 141 études, de tous les actes antérieurs à 1813. Dirigée par Ernest Coyecque dès mai 1932, cette vaste tâche dure vingt ans. Le dépôt s'installe dans les dépendances de l'hôtel de Rohan, siège de l'Imprimerie nationale jusqu'en 1927.
En 1948, le versement des archives antérieures à 1813 prend fin et celui des documents postérieurs peut commencer. En 1964, pour faire face à l'affux sans cesse croissant des chercheurs, on aménage une salle de consultation à l'hôtel de Rohan, remplacée en 1988 par le CARAN nouvellement construit. 
La création des départements de la « Petite couronne », effective en 1968, permet, à partir de 1974, le transfert des documents de dix-neuf études de banlieue vers les nouveaux centres d'archives départementales et libère de la place. Mais à la fin du XXe siècle, l'épuisement des capacités de stockage du site parisien rend impossible la poursuite de la collecte, bloquée pour beaucoup d'études notariales au milieu du XIXe siècle. Un nouveau centre ouvre à Pierrefitte en 2013. En regroupant les archives publiques postérieures à la Révolution, il permet de désengorger le CARAN et, par conséquent, de reprendre le versement des minutes parisiennes.

## Système de cotation
Les études sont numérotées en chiffres romains allant de I à CXXII. Cet ordre provient d'une classification due à Antoine Juste Alphonse Thomas (1831-1886). Ce président de la Chambre des notaires de Paris a jadis basé son classement sur l'âge de ses confrères en exercice en 1860, année où l'extension jusqu'à l'enceinte de Thiers donne à la capitale sa physionomie actuelle.